# Tegarpagon
Tegarpagon là một chi bướm đêm thuộc họ Noctuidae.